# 2 Unlimited
2 Unlimited ist ein Eurodance-Duo, das von Herbst 1991 bis Mitte 1996 in den europäischen Charts erfolgreich war und über 20 Millionen Tonträger verkaufte. Es bestand in seiner ersten Besetzung aus dem Rapper Ray Slijngaard und der Sängerin Anita Doth (Anita Daniëlle Dels), beide aus den Niederlanden. Im Hintergrund arbeiteten die belgischen Produzenten Jean-Paul De Coster und Phil Wilde.

## Geschichte
2 Unlimited verband erfolgreich Elemente aus dem Techno mit Pop. Ihr erster Hit war im Oktober 1991 Get Ready For This, die Single erreichte Platz 2 in Großbritannien, Platz 6 in den Niederlanden und später Platz 38 in den USA.
Alle 16 Singles mit der Originalbesetzung erreichten in den Niederlanden die Top 20, die ersten elf Singles zudem die Top 20 in Großbritannien. Die letzte gemeinsame Single Spread Your Love kam auf Platz 13 in den Niederlanden. Ihre größten Hits waren No Limit (1993), Tribal Dance (1993) und The Real Thing (1994). Nach drei Alben und einer Greatest-Hits-Sammlung trennte sich die Formation, vor allem aufgrund der musikalischen Differenzen zwischen Ray Slijngaard und Anita Doth mit den Produzenten.
1998 schickten die Produzenten die zwei Sängerinnen Romy van Oojen und Marjon van Iwaarden mit poppigen Discoliedern als 2 Unlimited ins Rennen, der Erfolg war aber nur von kurzer Dauer. Die ersten beiden Singles wurden Hits in den Niederlanden, Wanna Get Up erreichte sogar die Top 10. In Deutschland wurden die Singles Wanna Get Up und The Edge Of Heaven veröffentlicht. Sowohl das Album II als auch die letzte Single aus diesem Album, Never Surrender (Platz 5 in Spanien 1998), wurden in Deutschland nicht veröffentlicht. 
In den Jahren 2003 und 2004 veröffentlichte ZYX Music Remixe von No Limit und Tribal Dance. Die Gesangsparts stammten aus den Originalversionen. 2007 trat die Originalinterpretin Anita Doth als „2 Unlimited“ in der RTL-Chartshow auf. 2009 veröffentlichte die Castingband beFour eine Coverversion von No Limit.
Am 27. Februar 2009 trat Anita Doth noch allein bei RTL in Die ultimative Chartshow – Dancefloor Hits bei Oliver Geissen auf und sang den Titel No Limit live. Am 11. und 12. April 2009 traten Ray Slijngaard und Anita Doth zum ersten Mal seit 1996 wieder gemeinsam auf einer Bühne auf und spielten im Rahmen der I Love The 90's Party in Hasselt/Belgien fast alle 2-Unlimited-Hits. Am 30. April 2009 folgte ein Open-Air-Auftritt beim Königinnentag in Amsterdam.
Da Jean-Paul De Coster nach wie vor die Rechte am Namen 2 Unlimited hielt, traten beide nun unter dem Namen Ray & Anita auf. Eine ohne Phil Wilde produzierte Single mit dem Titel In Da Name of Love erreichte in den Niederlanden die Top 5; ein angekündigtes Album erschien jedoch nicht. 2012 gaben Slijngaard und Doth bekannt, dass sie mit dem Produzenten De Coster wieder unter dem Namen 2 Unlimited arbeiten werden. Am 30. März 2013 gaben sie ihr erstes Konzert als 2 Unlimited in Antwerpen. Im Jahr 2016 verließ Anita Doth die Band. Sie wurde durch die Sängerin Kim Vergouwen ersetzt. Im Jahr 2022 wurde Michèle Karamat Ali als neue Sängerin engagiert.

## Diskografie

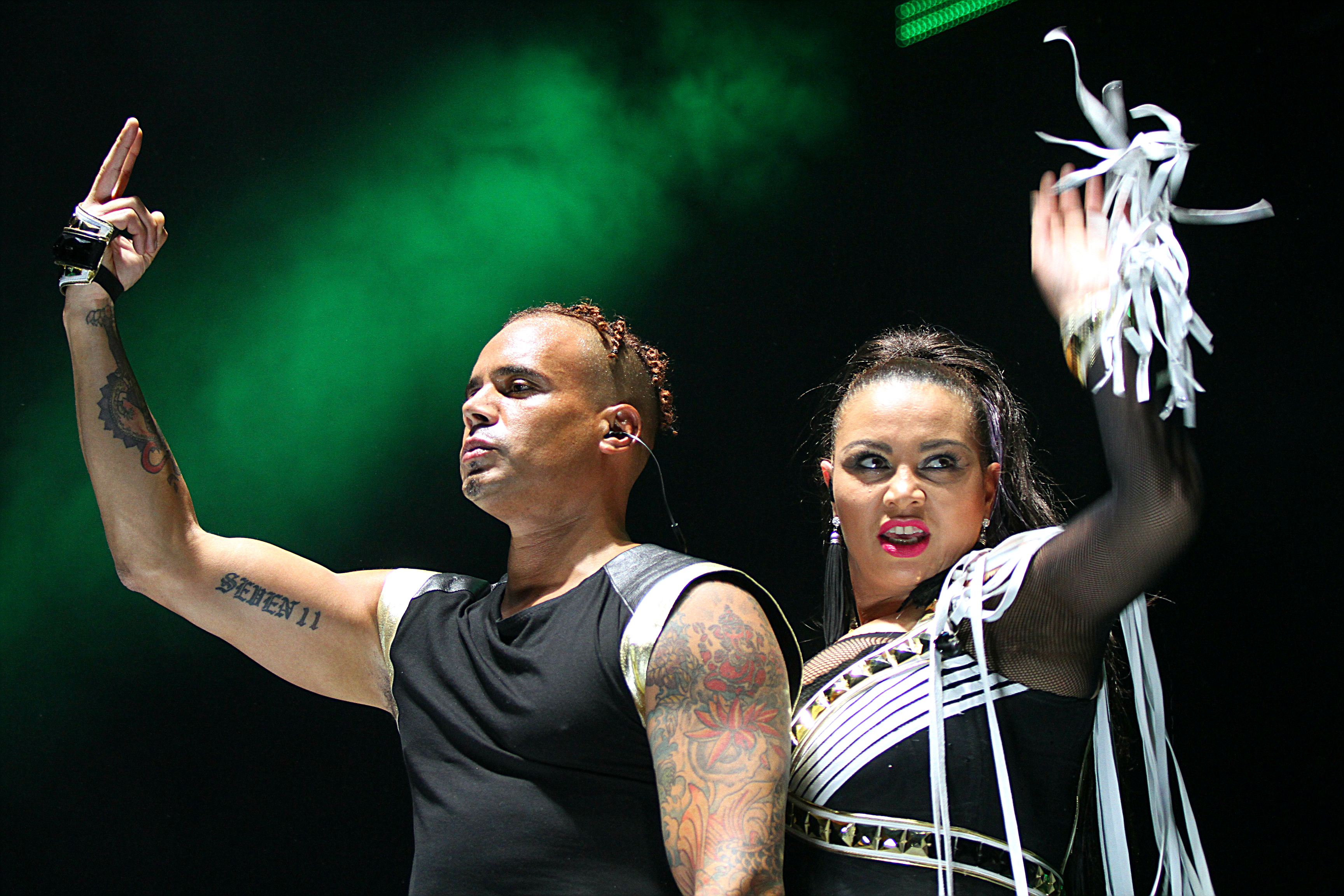
2 Unlimited am 4. Dezember 2015 im ISS Dome Düsseldorf auf dem MEGA 90er LIVE! Konzert

Studioalben

| Jahr | Titel Musiklabel                 | Höchstplatzierung, Gesamtwochen, AuszeichnungChartplatzierungen (Jahr, Titel, Musiklabel, Platzierungen, Wochen, Auszeichnungen, Anmerkungen) | Höchstplatzierung, Gesamtwochen, AuszeichnungChartplatzierungen (Jahr, Titel, Musiklabel, Platzierungen, Wochen, Auszeichnungen, Anmerkungen) | Höchstplatzierung, Gesamtwochen, AuszeichnungChartplatzierungen (Jahr, Titel, Musiklabel, Platzierungen, Wochen, Auszeichnungen, Anmerkungen) | Höchstplatzierung, Gesamtwochen, AuszeichnungChartplatzierungen (Jahr, Titel, Musiklabel, Platzierungen, Wochen, Auszeichnungen, Anmerkungen) | Höchstplatzierung, Gesamtwochen, AuszeichnungChartplatzierungen (Jahr, Titel, Musiklabel, Platzierungen, Wochen, Auszeichnungen, Anmerkungen) | Höchstplatzierung, Gesamtwochen, AuszeichnungChartplatzierungen (Jahr, Titel, Musiklabel, Platzierungen, Wochen, Auszeichnungen, Anmerkungen) | Anmerkungen                                                |
| Jahr | Titel Musiklabel                 | DE | AT | CH | UK | US | NL | Anmerkungen                                                |
| ---- | -------------------------------- | --- | --- | --- | --- | --- | --- | ---------------------------------------------------------- |
| 1992 | Get Ready! Byte Records / Decos  | — | — | — | UK37 (3 Wo.)UK | US197 Gold · (1 Wo.)US | NL12 (29 Wo.)NL | Erstveröffentlichung: 18. Februar 1992 Verkäufe: + 535.000 |
| 1993 | No Limits Byte Records / Decos   | DE4 (51 Wo.)DE | AT3 Gold · (16 Wo.)AT | CH3 Platin · (23 Wo.)CH | UK1 (25 Wo.)UK | — | NL1 Platin · (83 Wo.)NL | Erstveröffentlichung: 10. Mai 1993 Verkäufe: + 729.400     |
| 1994 | Real Things Byte Records / Decos | DE3 (18 Wo.)DE | AT4 (15 Wo.)AT | CH3 Gold · (15 Wo.)CH | UK1 Gold · (10 Wo.)UK | — | NL1 Platin · (64 Wo.)NL | Erstveröffentlichung: 6. Juni 1994 Verkäufe: + 1.100.000   |
| 1998 | II Byte Records / Decos          | — | — | — | — | — | NL55 (4 Wo.)NL | Erstveröffentlichung: 25. Mai 1998                         |